# Damir Mikec
Damir Mikec, född 31 mars 1984 i Split, är en serbisk sportskytt.
Han blev olympisk silvermedaljör i 10 meter luftpistol vid sommarspelen 2020 i Tokyo.